# Перфоратор для кожи

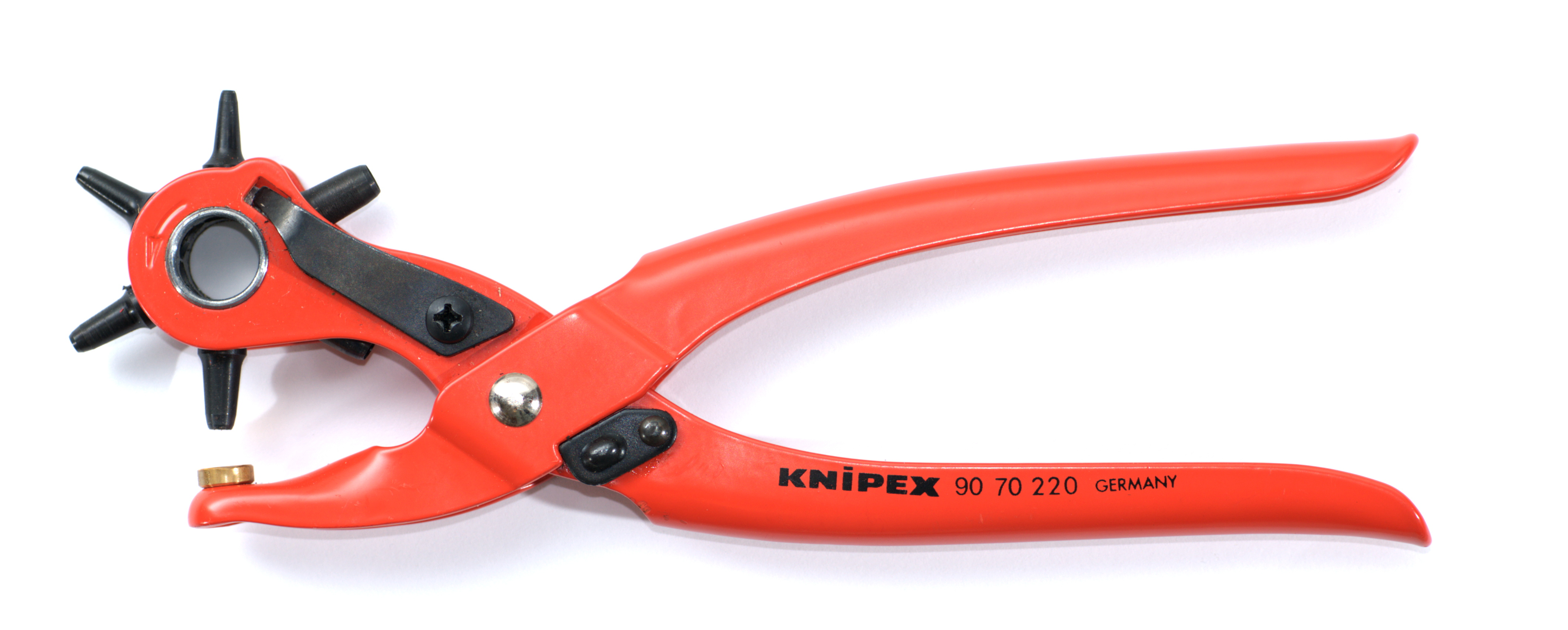
Перфоратор для кожи с револьверной головкой

Перфоратор для кожи — это дырокол, специально предназначенный для проделывания отверстий в коже. Рабочий наконечник пробойника представляет собой полый стальной цилиндр с острой круглой ножевидной кромкой. Кусок кожи помещается на твёрдую поверхность, которая может быть частью набора инструментов, и пробойник проталкивается через него, вырезая небольшой круглый кусок, который выбрасывается. Пробойник может быть простым металлическим инструментом, по которому ударяют молотком; или несколько таких пуансонов могут быть установлены на поворотной револьверной головке на щипцах с наковальней, при этом желаемый размер выбирается вращением револьверной головки. Диаметр отверстий обычно составляет от 1 до 6 мм. Они обычно используются для изготовления отверстий для пряжек, люверсов и заклепок в обуви, ремнях, уздечках и т. д.